# Середня (Ивано-Франковская область)
Середня (укр. Середня) — село в Войниловской поселковой общине Калушского района Ивано-Франковской области Украины.
Население по переписи 2001 года составляло 442 человека. Занимает площадь 8,57 км². Почтовый индекс — 77312. Телефонный код — 03472.